# Артур Олбістон
А́ртур Рі́чард О́лбістон (англ. Arthur Richard Albiston; народився 14 липня 1957 року в Единбурзі, Шотландія) — шотландський футболіст, крайній захисник. Відомий своїми виступами за англійський клуб «Манчестер Юнайтед», у складі якого виграв три Кубка Англії.

## Кар'єра
А. Олбістон увійшов до складу Манчестер Юнайтед як гравець-початківець у липні 1972 р., набувши професійного досвіду у липні 1974 р. Він дебютував у матчі Третього раунду Кубка Ліги проти місцевих команд Манчестер Сіті у 1974 р. За 14 років він зробив 379 виходів, граючи захисником, та забив 6 голів. А. Олбістон допоміг клубу виграти Кубок Англії у 1977, 1983 та 1985 рр.
А. Олбістон покинув Манчестер Юнайтед у серпні 1988 р. та перейшов до ФК «Вест Бромвіч Альбіон», який очолював Рон Аткінсон, колишній голова Червоний дияволів.
Дебютував він у Альбіоні у виїзному матчі Ліги у Лестер Сіті (1988—1989), виходив на поле 47 разів та забив 2 голи у цей сезон. Після цього повернувся на батьківщину підписати контракт з ФК «Данді», грав за ФК «Черстерфілд», «Честер Сіті», норвезький «Молде» та шотландський «Ейр Юнайтед». Закінчив свою кар'єру у ФА у 1994 р.
Після припинення ігор Альбістон очолював ФК «Дройлзден» (1996—1997), був тренером молодіжної збірної у Манчестері Юнайтед (2000-04) та працював на радіо спортивним коментатором для Манчестер Індепендент.

## Досягнення
Манчестер Юнайтед
- Чемпіон Другого дивізіону: 1974/75
- Володар Кубка Англії (3): 1976/77, 1982/83, 1984/85
- Володар Суперкубка Англії (2): 1977, 1983
- Всього: 6 трофеїв